# القرين (سباح)

تعديل مصدري - تعديل

القرين هي إحدى قرى عزلة سباح بمديرية سباح التابعة لمحافظة أبين، بلغ تعداد سكانها 283 نسمة حسب تعداد اليمن لعام 2004.